# (48425) Tischendorf
(48425) Tischendorf (1989 CB6) – planetoida z pasa głównego asteroid okrążająca Słońce w ciągu 3,7 lat w średniej odległości 2,39 j.a. Odkryta 2 lutego 1989 roku.